# Andreas Krause
Andreas Krause (* 30. července 1957 Jena) je bývalý východoněmecký fotbalista, obránce, reprezentant Východního Německa (NDR).

## Fotbalová kariéra
Ve východoněmecké oberlize hrál za FC Carl Zeiss Jena, nastoupil ve 208 ligových utkáních a dal 8 gólů. S FC Carl Zeiss Jena vyhrál v roce 1980 Východoněmecký fotbalový pohár. V Poháru vítězů poháru nastoupil v 8 utkáních a dal 1 gól a v Poháru UEFA nastoupil v 17 utkáních. Za reprezentaci Východního Německa (NDR) nastoupil v letech 1981–1985 ve 4 utkáních a dal 2 góly.

## Ligová bilance
| Ročník          | Zápasy | Góly | Klub               |
| --------------- | ------ | ---- | ------------------ |
| I. liga 1976/77 | 8      | 0    | FC Carl Zeiss Jena |
| I. liga 1977/78 | 4      | 0    | FC Carl Zeiss Jena |
| I. liga 1978/79 | 21     | 0    | FC Carl Zeiss Jena |
| I. liga 1979/80 | 21     | 2    | FC Carl Zeiss Jena |
| I. liga 1980/81 | 23     | 1    | FC Carl Zeiss Jena |
| I. liga 1981/82 | 18     | 1    | FC Carl Zeiss Jena |
| I. liga 1982/83 | 20     | 1    | FC Carl Zeiss Jena |
| I. liga 1983/84 | 18     | 0    | FC Carl Zeiss Jena |
| I. liga 1984/85 | 23     | 1    | FC Carl Zeiss Jena |
| I. liga 1985/86 | 14     | 0    | FC Carl Zeiss Jena |
| I. liga 1986/87 | 21     | 2    | FC Carl Zeiss Jena |
| I. liga 1987/88 | 17     | 0    | FC Carl Zeiss Jena |
| CELKEM I. liga  | 208    | 8    |                    |